# Oswald (chanteur)
 (juillet 2025).
 (juillet 2025).
Si vous disposez d'ouvrages ou d'articles de référence ou si vous connaissez des sites web de qualité traitant du thème abordé ici, merci de compléter l'article en donnant les références utiles à sa vérifiabilité et en les liant à la section « Notes et références ».
 (juillet 2025).
La mise en forme du texte ne suit pas les recommandations de Wikipédia : il faut le « wikifier ».
Les points d'amélioration suivants sont les cas les plus fréquents :
- Les titres sont pré-formatés par le logiciel. Ils ne sont ni en capitales, ni en gras.
- Le texte ne doit pas être écrit en capitales (les noms de famille non plus), ni en gras, ni en italique, ni en « petit »…
- Le gras n'est utilisé que pour surligner le titre de l'article dans l'introduction, une seule fois.
- L'italique est rarement utilisé : mots en langue étrangère, titres d'œuvres, noms de bateaux, etc.
- Les citations ne sont pas en italique mais en corps de texte normal. Elles sont entourées par des guillemets français : « et ».
- Les listes à puces sont à éviter, des paragraphes rédigés étant largement préférés. Les tableaux sont à réserver à la présentation de données structurées (résultats, etc.).
- Les appels de note de bas de page (petits chiffres en exposant, introduits par l'outil «  Source ») sont à placer entre la fin de phrase et le point final[comme ça].
- Les liens internes (vers d'autres articles de Wikipédia) sont à choisir avec parcimonie. Créez des liens vers des articles approfondissant le sujet. Les termes génériques sans rapport avec le sujet sont à éviter, ainsi que les répétitions de liens vers un même terme.
- Les liens externes sont à placer uniquement dans une section « Liens externes », à la fin de l'article. Ces liens sont à choisir avec parcimonie suivant les règles définies. Si un lien sert de source à l'article, son insertion dans le texte est à faire par les notes de bas de page.
- La présentation des références doit suivre les conventions bibliographiques. Il est recommandé d'utiliser les modèles {{Ouvrage}}, {{Chapitre}}, {{Article}}, {{Lien web}} et/ou {{Bibliographie}}. Le mode d'édition visuel peut mettre en forme automatiquement les références.
- Insérer une infobox (cadre d'informations à droite) n'est pas obligatoire pour parachever la mise en page.

Pour une aide détaillée, merci de consulter Aide:Wikification.
Si vous pensez que ces points ont été résolus, vous pouvez retirer ce bandeau et améliorer la mise en forme d'un autre article.
Oswald, pseudonyme d’Oswald Clerveus, est un chanteur auteur-compositeur-interprète français d’origine haïtienne né le 19 mai 1989 à Saint-Martin. Il est principalement connu pour son style musical mêlant compas, zouk, et RnB, évoluant sur la scène musicale caribéenne et internationale depuis 2007.

## Biographie

### Enfance
À l’âge de 13 ans, il devient orphelin et est élevé en famille d’accueil,. C’est à cette période qu’il commence ses premières compositions.

### Début
En 2007, il représente Saint-Martin lors du concours « Le Défi Lycéen » organisé en Guadeloupe. Il remporte ce concours et lance ainsi sa carrière professionnelle.
Il produit un projet de quatre titres intitulé My Life au couleur RnB et Soul.
En 2008, le pianiste et compositeur guadeloupéen, Michel Mado, l’invité sur son album "Dédicace".
En 2010, il dévoile deux singles : "Nan Lanmou laj pa ekziste" et "Ton absence ", en duo avec Misty Jean. il entame une tournée en Floride, notamment pour le 28e anniversaire de la Fête de la Musique organisée par l’Alliance française[source secondaire souhaitée].
Le 10 avril 2011, il sort "I Need Your Body ", accompagné d’un clip[pertinence contestée].

### Carrière

#### 2011: 1eralbum OSWALD
Son premier album studio "OSWALD ", retrace son parcours et son enfance difficile. Il effectue une tournée qui l’emmènera aux États-Unis, en France, à Mayotte, La Réunion, au Canada, au Japon et participe notamment à la 13e édition du Compas Festival en Floride.

#### 2012-2016: 5LAN
En 2012, le groupe 5LAN collabore avec lui sur le titre "Body to Body". Entre 2013 et 2015, il poursuit ses tournées et sort de nouveaux titres dont "Baby Yolo" et "Girls That Like Girls ".
Fort de sa polyvalence vocale et de sa capacité à toucher différents publics, il est invité à rejoindre le groupe 5LAN en tant que membre officiel, aux côtés de Carlo Vieux (ex-CARIMI). Cette nouvelle aventure lui permet d'obtenir une plus grande visibilité internationale. Il se produit dans de nombreux pays : France, Canada, Pays-Bas, Bahamas, Haïti et collabore avec des artistes majeurs tels que Mika Ben, Alan Cavé, Kaï, Jim Rama, J.Perry, JBeatz

#### 2017: retour en solo
En 2017, il sort le single "Ghetto Girl Wine". En 2018, il marque un tournant avec "Ralenti", un duo avec Mickael Guirand (ex-chanteur de Carimi), puis "Solo", qui atteint plus de 30 millions de vues sur YouTube. Ce titre devient l’un des morceaux antillais les plus téléchargés entre 2019 et 2020.
Il sort "T’en Allez ", en duo avec Stony.

#### 2020-2024: Oswald Band et 2ealbumOption
En 2020, il fonde son propre groupe, Oswald Band. Il sort le single "Sur un carreau / On One Tile", puis une collaboration originale avec Sael : "They Will Never Know ".
Le 9 avril 2021, il sort son deuxième album "OPTION",, accompagné d’une tournée mondiale avec notamment des performances à Dubaï, Tahiti et Bora Bora ainsi que son premier grand concert parisien à La Cigale le 5 mai 2023.
En Décembre 2023, il participation à la 1ère édition de Konpa Kingdom au Barclays Center de New York.
Le 13 avril 2024, il effectue un concert à l’Olympia, salle mythique parisienne,.

#### 2024: 3ealbumOxygen
Le 21 juin 2024, il sort de son troisième album intitulé Oxygen qui lui permet de continuer à performer à travers le monde avec notamment la participation au concert de Ferre Gola à Kinshasa (Congo) et un premier Accor Arena dans le cadre du Xmas Vibe[source insuffisante] organisé par Live Nation.

## Discographie

### Singles
2014 : Girls that like girls
2016 : I want to back (feat. Meilan)
2017 : Ghetto girl wine
2018 : Azotongo
2018 : Tourner le dos
2018 : Solo
2020 : T'en aller (feat. Stony)
2020 : Oz Medley
2020 : Suc (sur un carreau)
2022 : Mawozo
2023 : Dimension
2023 : Ken
2024 : Oxygen